# Meghalaya
Meghalaya (Hindi: मेघालय) is een deelstaat van India. De staat ligt in het noordoostelijke deel van het land en telt 2.966.889 inwoners (2011). De hoofdstad van Meghalaya is Shillong.

## Geschiedenis
Meghalaya was oorspronkelijk een deel van Assam en werd een afzonderlijke staat op 21 januari 1972.

## Geografie en klimaat
Meghalaya, gelegen in het oostelijke deel van India, vormt een heuvelige strook van ongeveer 300 km (oost-west) lang en 100 km breed, met een totale oppervlakte van ongeveer 22.429 km². De staat wordt in het noorden begrensd door Assam en in het zuiden door Bangladesh.
Het klimaat van Meghalaya is gematigd maar vochtig. De gemiddelde jaarlijkse regenval is 1200 cm in sommige gebieden, waardoor deze deelstaat de natste van India is. De stad Cherrapunjee, ten zuiden van hoofdstad Shillong, houdt het wereldrecord voor de meeste regen per kalendermaand terwijl het dorp Mawsynram, dicht bij stad Cherrapunjee, het record van de zwaarste jaarlijkse regens heeft. Ongeveer één derde van de staat bestaat uit bos. De waaiers van de Garoheuvels in het westen, Khasiheuvels, en Jaintiaheuvels in het oosten zijn niet zeer hoog: het hoogste punt ligt op 1965 meter. De grotten staan bekend om hun unieke kalksteenstructuren.

## Bestuurlijke indeling
Meghalaya is bestuurlijk onderverdeeld in elf districten. Hieronder volgt een lijst van de huidige districten.
| - Noord-Garo Hills - Oost-Garo Hills - West-Garo Hills - Zuid-Garo Hills - Zuidwest-Garo Hills |  | - Oost-Khasi Hills - West-Khasi Hills - Zuidwest-Khasi Hills - Ri-Bhoi |  | - Oost-Jaintia Hills - West-Jaintia Hills |

## Bevolking
Adivasi (volksstammen) maken ongeveer 85 procent van de bevolking van Meghalaya uit. De grootste groep, die bijna vijftig procent van de bevolking beslaat, zijn de Khasi, die zichzelf in het Khasi de Hynniew trep ("de zeven hutten") noemen. Andere groepen omvatten de Garo, Jaintia en de Hajong.

## Religie
Meghalaya is een van drie staten in India die een christelijke meerderheid hebben; de andere twee (Nagaland en Mizoram) liggen ook in het noordoosten van India.
70,25% van de Meghalayase bevolking is christelijk en 13,27% is hindoe.

## Onafhankelijkheid
Hoewel de staatsoverheid toerisme heeft bevorderd, hebben separatistische groepen (ULFA en NDFB) de Garoheuvels als operatiebasis gebruikt; het ruwe beboste terrein en de grens met Bangladesh maken de heuvels tot een goede schuilplaats.